# Auroranemertin
Auroranemertin (Leucocephalonemertes aurantiaca) är en djurart som tillhör fylumet slemmaskar, och som först beskrevs av Grube 1855.  I den svenska databasen Dyntaxa används istället namnet Micrura aurantiaca. Enligt Catalogue of Life ingår Auroranemertin i släktet Leucocephalonemertes och familjen Cerebratulidae, men enligt Dyntaxa är tillhörigheten istället släktet Micrura, och ordningen Heteronemertea. Arten är reproducerande i Sverige. Inga underarter finns listade i Catalogue of Life.